# Стурдал
Стурдал (норв. Stordal) — коммуна в губернии Мёре-ог-Ромсдал в Норвегии. Административный центр коммуны — город Стурдал. Официальный язык коммуны — нюнорск. Население коммуны на 2007 год составляло 979 чел. Площадь коммуны Стурдал — 247,19 км², код-идентификатор — 1526.

## История населения коммуны
Население коммуны за последние 60 лет.

Статистика коммуны Стурдал